# Диво з динарієм
«Диво з динарієм» (також «Диво зі статиром») (італ. Pagamento del tributo) — фреска італійського живописця Мазаччо. Створена у 1425—1427 роках. Знаходиться у каплиці Бранкаччі церкви Санта-Марія-дель-Карміне у Флоренції.

## Опис

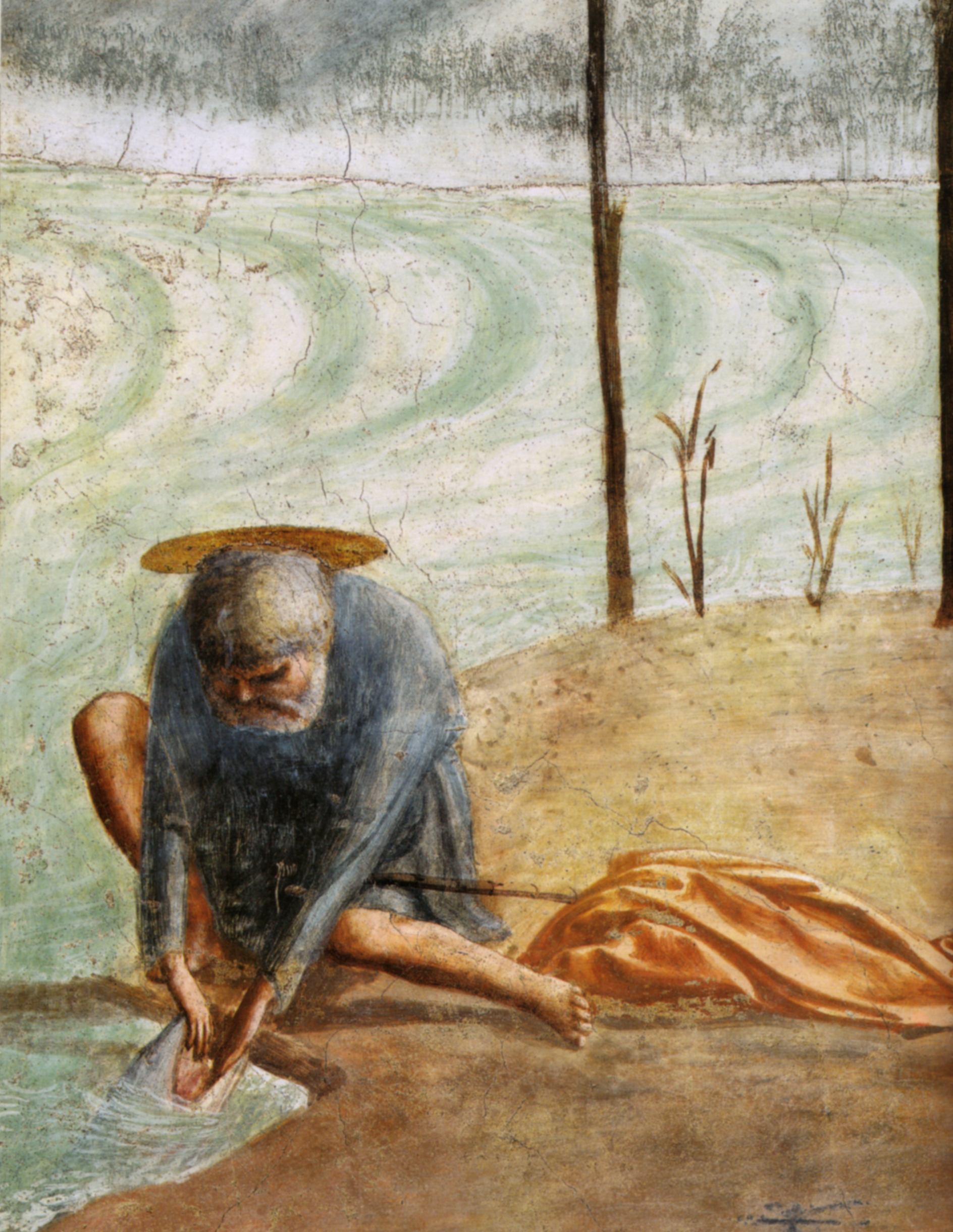
Деталь

Мазаччо працював над фресками каплиці Бранкаччі церкви Санта-Марія-дель-Карміне у Флоренції з 1425 по 1427 рік.
У композиції «Диво з динарієм» точка стику ортагоналей знаходиться праворуч від голови Ісуса Христа, виділяючи його серед інших рівноправних персонажів як центр драми, що розгортається. Стриманий, вольовий жест Христа дзеркально відображається у фігурі апостола Петра і віддається у зворотному напрямку у русі руки збирача податків. Лінії, що структурують оповідання, розходяться від цієї центральної фігури ліворуч і праворуч — до Петра, що витягає статир із риби, і Петру, що вручає його збирачу.
Дія позбавлена тречентистської перевантаженості та ірраціонального зв'язку елементів. Навпаки, вона лаконічна, значна і дотримується розумної логіки. Новий тип являють собою і учасники події. Це масивні, вагомі, величні фігури, а тінь, яку вони відкидають, акцентує факт їхньої реальної присутності. Світлотіньове моделювання і твердо окреслені контури виявляють їхню рельєфну пластику. Форми тіла підкреслюються і одягом, що спадає великими широкими складками, на зразок античного драпірування. Пози і вирази обличчя персонажів спокійні і зібрані, вони сповнені тієї моральної сили, яка веде до достойних людських діянь.